# La Vierge
La Vierge ist ein Berg im Mont Blanc-Massiv. Der Gipfel mit einer Höhe von 3244 Metern liegt auf französischem Staatsgebiet. Der Name bedeutet auf Deutsch „Die Jungfrau“.
Der Gipfel ist Teil eines kleinen, nach Norden gerichteten Ausläufers des Alpenhauptkamms östlich des Mont Blanc. Die Felsnadel ragt aus dem Gletschergebiet Glacier du Géant auf. Die Entfernung zur südlich verlaufenden französisch-italienischen Grenze beträgt etwa einen Kilometer.
Die Erstbesteigung des Berggipfels erfolgte durch die Engländerin Elizabeth Burnaby am 5. Juli 1883.